# Stanko Grafenauer
Stanko Grafenauer, slovenski inženir rudarstva, mineralog in akademik, * 13. maj 1922, Ljubljana, † 7. avgust 2010.
Študij na Tehniški fakulteti v Ljubljani je prekinila druga svetovna vojna, med katero je bil interniran v Gonarsu in Monigu. Po diplomi leta 1948 je kot geolog deloval v rudnikih Mežica in Raduša ter v Geološkem zavodu Makedonije v Skopju. Nato je postal docent na takratni Fakulteti za rudarstvo, metalurgijo in kemijsko tehnologijo ter do leta 1970 napredoval do rednega profesorja na njeni naslednici, Fakulteti za naravoslovje in tehnologijo. Strokovno se je ukvarjal z raziskavami različnih mineralov in na tem področju uvajal nove merilne tehnike.
Leta 1973 je postal izredni, leta 1981 pa redni član Slovenske akademije znanosti in umetnosti. Za svoje delo je leta 1972 prejel nagrado Sklada Borisa Kidriča. Kot upokojenec je napisal zanimivo knjigo z recepti jedi, ki so jih pripravljali v njihovi družini.
Njegova hči je flavtistka Irena Grafenauer.